# Электросвязь

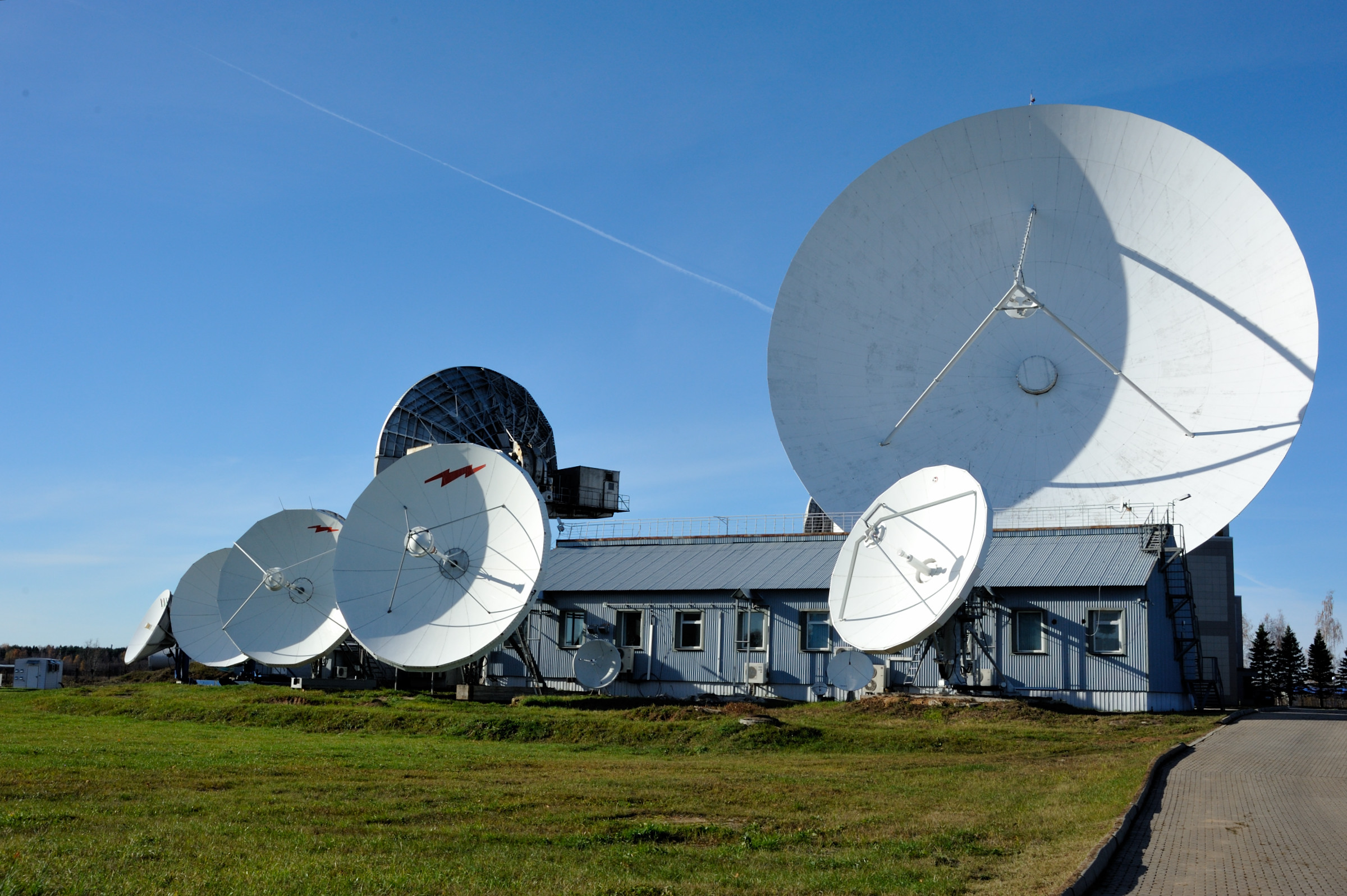
Центр космической связи «Дубна»

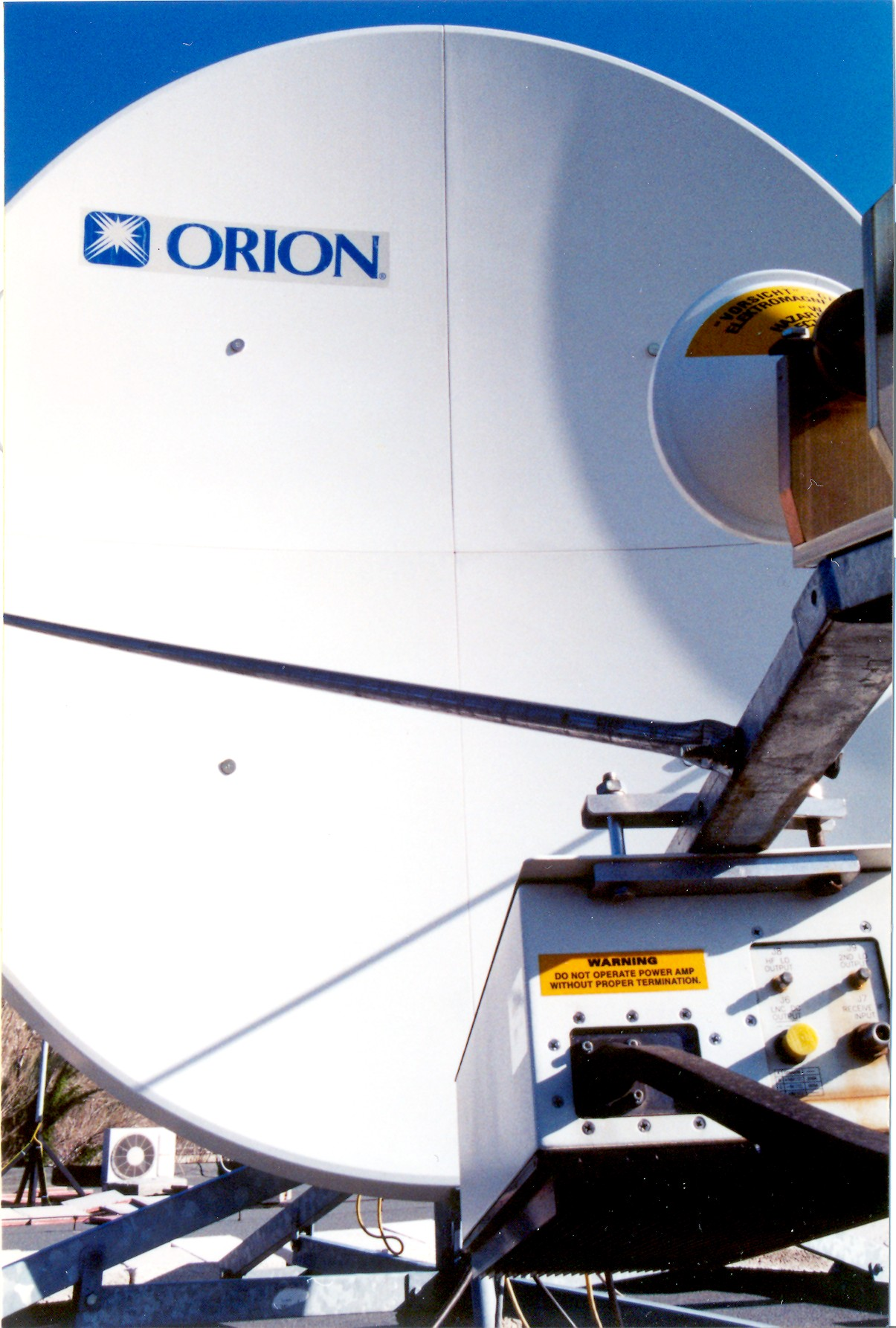
Антенна терминала VSAT

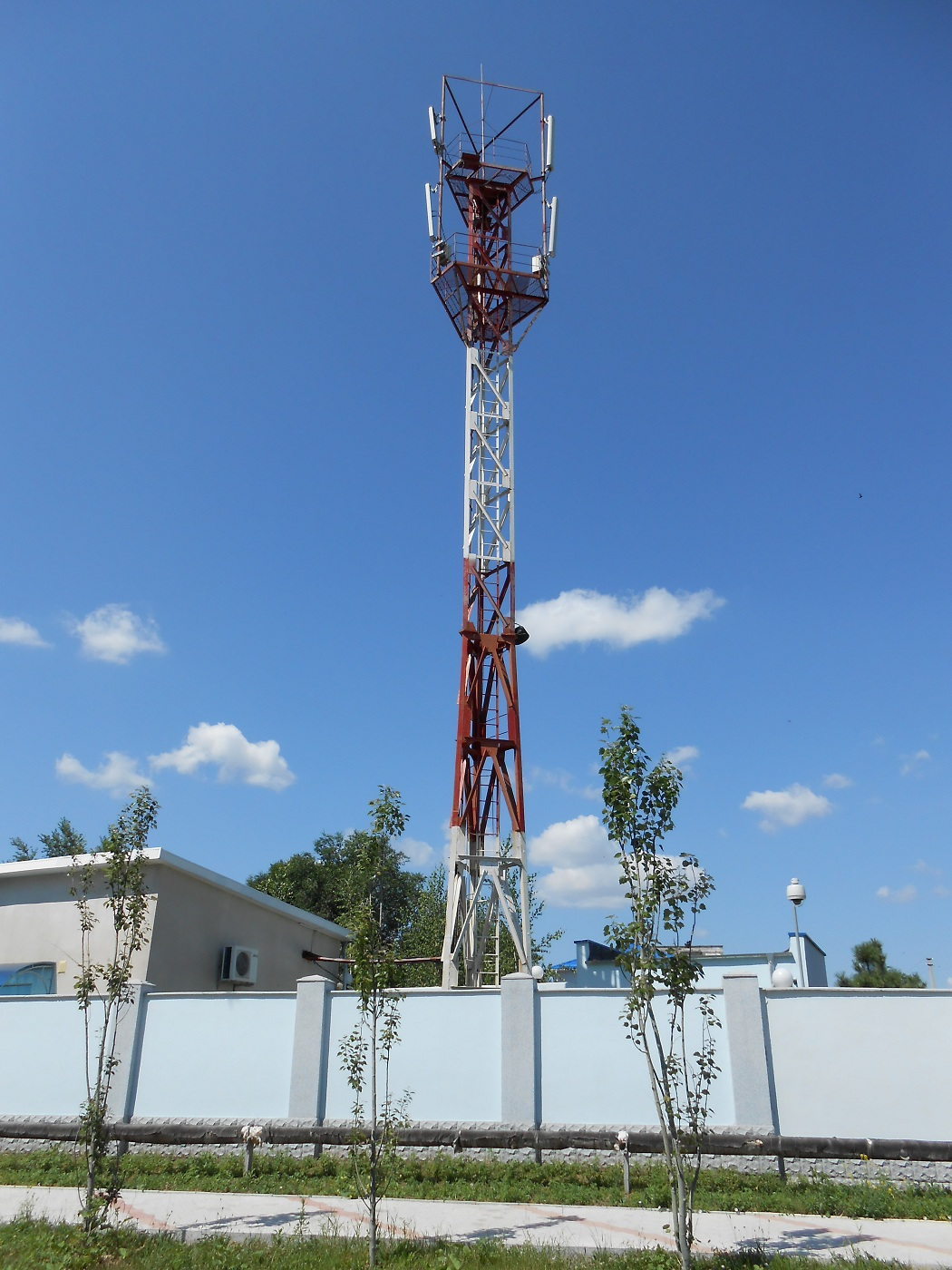
Сотовая вышка CDMA

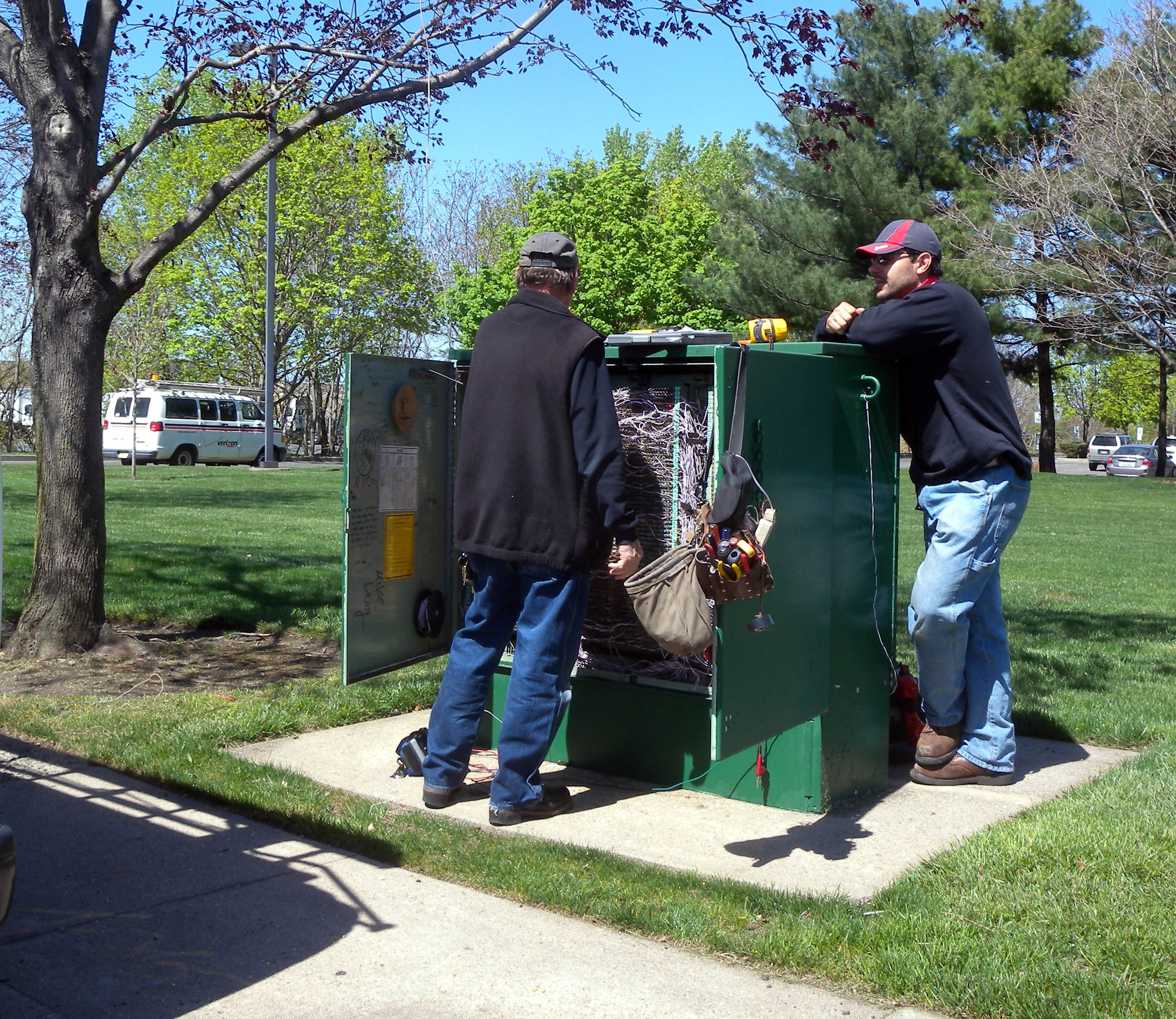
Сотрудники компании Verizon обслуживают коммутационно-распеределительное оборудование телефонной связи в городе Секокус (Нью-Джерси)

Электросвя́зь (телекоммуника́ция) — разновидность связи, способ передачи информации с помощью электромагнитных сигналов, например, посредством тока по металлическим кабелям, излучения в оптическом диапазоне (в атмосфере или по волоконно-оптическому кабелю), излучения в радиодиапазоне.
Принцип электросвязи основан на преобразовании сигналов сообщения (звук, текст, оптическая информация) в первичные электрические сигналы. В свою очередь, первичные электрические сигналы при помощи передатчика преобразуются во вторичные электрические сигналы, характеристики которых хорошо согласуются с характеристиками линии связи. Далее посредством линии связи вторичные сигналы поступают на вход приёмника. В приёмном устройстве вторичные сигналы обратно преобразуются в сигналы сообщения в виде звука, оптической или текстовой информации.
Первопроходцами в данной области были: Уильям Кук, Чарльз Уитстон, Самюэл Морзе (электрический телеграф); Александр Белл (телефон); Генрих Герц, Оливер Лодж, Никола Тесла, Александр Попов, Гульельмо Маркони, Ли де Форест, Эдвин Армстронг (радио — способ беспроводной связи), Джон Бэрд, Владимир Зворыкин, Семён Катаев (телевидение).
Количество переданной информации через двусторонние мировые сети постоянно возрастает. Под руководством Мартина Гилберта учёными университета Южной Калифорнии были проведены исследования и анализ хранения, обработки и передачи информации за 1986—2007 годы. В частности было выявлено, что суммарные запасы данных всего человечества оценивались в тот период примерно в 295 эксабайт. В настоящее время цифровое хранение информации доминирует над аналоговым, хотя до 2002 года человечество хранило информацию в основном в аналоговой форме. В 2007 году посредством радио и телевидения было передано примерно 1,9 зеттабайт информации (что эквивалентно прочтению каждым человеком примерно 174 газет в день), а персональное общение людей достигло примерно 65 эксабайт (соответствует пересказу каждым человеком содержания примерно 6 газет в день).
С учётом данного роста, электросвязь играет всё большую роль в развитии мировой экономики. Сектор мировой телекоммуникационной индустрии составил в 2012 году около 4,7 триллиона долларов. Выручка крупнейших телекоммуникационных компаний в России на 2011 год составила более 1 триллиона 240 миллиардов рублей, что составляет 2,28 % ВВП России.
| Количество переданной информации (персональное общение) | Количество переданной информации (персональное общение) |
| Дата                                                    | Количество информации                                   |
| ------------------------------------------------------- | ------------------------------------------------------- |
| 1986                                                    | 281 петабайт                                            |
| 1993                                                    | 471 петабайт                                            |
| 2000                                                    | 2,2 эксабайт                                            |
| 2007                                                    | 65 эксабайт                                             |

## Этимология
Слово «электросвязь» происходит от нов.-лат. electricus и др.-греч. ἤλεκτρον (электр, блестящий металл; янтарь) и глагола «вязать». Синонимом является слово «телекоммуникация» (англ. telecommunication, от фр. télécommunication), употребляемое в англоговорящих странах. Слово télécommunication, в свою очередь, происходит от греческого tele- (τηλε-) — «дальний» и от лат. communicatio — сообщение, передача (от лат. communico — делаю общим), то есть значение этого слова включает в себя и неэлектрические виды передачи информации (с помощью оптического телеграфа, звуков, огня на сторожевых башнях, почты).

## Классификация электросвязи
Электросвязь является объектом изучения научной дисциплины теория электрической связи.
По виду передачи информации все современные системы электросвязи условно классифицируются на предназначенные для передачи звука, видео, текста.
В зависимости от среды передачи выделяют проводную связь, волоконно-оптическую связь и радиосвязь.
В зависимости от назначения сообщений виды электросвязи могут быть квалифицированы на предназначенные для передачи информации индивидуального и массового характера.
По временным параметрам виды электросвязи могут быть работающими в реальном времени либо осуществляющими отложенную доставку сообщений.
Основными первичными сигналами электросвязи являются: телефонный, звукового вещания, факсимильный, телевизионный, телеграфный, передачи данных.

## Типы связи
- Кабельные линии — для передачи используются электрические сигналы;
- Радиосвязь — для передачи используются радиоволны:
  - ДВ-, СВ-, КВ- и УКВ-связь без применения ретрансляторов,
  - Спутниковая связь — связь с применением космического ретранслятора(ов),
  - Радиорелейная связь — связь с применением наземного ретранслятора(ов),
  - Сотовая связь — радиорелейная связь с использованием сети наземных базовых станций;
  - Тропосферная связь -  вид радиосвязи, основанный на явлении переизлучения электромагнитных импульсов в физически неоднородной тропосфере при распространении в ней радиоволн.
- Волоконно-оптическая связь — для передачи используются световые волны;

В зависимости от инженерного способа организации линии связи разделяются на:
- спутниковые;
- воздушные;
- наземные;
- подводные;
- подземные.

В зависимости от того, подвижны источники/получатели информации или нет, различают стационарную (фиксированную) и подвижную связь (мобильную, связь с подвижными объектами — СПО).
В зависимости от типа передаваемого сигнала различают аналоговую и цифровую связь.
- Аналоговая связь — это передача непрерывного сигнала.
- Цифровая связь — это передача информации в дискретной форме (цифровом виде). Цифровой сигнал по своей физической природе является аналоговым, однако передаваемая с его помощью информация определяется конечным набором уровней сигнала. Для обработки цифрового сигнала применяются численные методы.

Дискретные сообщения могут передаваться аналоговыми каналами и наоборот. В настоящее время цифровая связь вытесняет аналоговую (происходит оцифровка), поскольку аналоговые сигналы перед отправкой могут быть преобразованы в дискретные и после приёма восстановлены без существенных потерь. Условия, обеспечивающие возможность такого преобразования, задаются теоремой Котельникова.

## Сигнал
Аналоговый сигнал — физическая величина, изменение (модуляция) которой в пространстве и во времени отображает передаваемое сообщение. Например, изменения напряжения (или тока, частоты, фазы и т. п.) отражают процесс речи. Аналоговый сигнал имеет следующие характеристики:
- высота H — динамический диапазон,
- ширина F — ширина спектра,
- длина T — длительность сигнала во времени.

Объёмом сигнала является произведение V = FHT. В процессе передачи сигнала могут происходить изменения измерений как с сохранением объёма, так и без. Это происходит вследствие следующих преобразований сигнала:
- Ограничение — изъятие из передачи одной или нескольких частей сигнала без сохранения информации, которая содержалась в изъятых частях. Например, ограничение речевого канала диапазоном 300—3400 Гц (канал тональной частоты).
- Трансформация — изменения одного или нескольких измерений за счёт изменения другого или других измерений с сохранением неизменного объёма (как у кубика пластилина). Например, уменьшить время передачи можно, увеличив ширину спектра сигнала или динамический диапазон, либо и то, и другое.
- Компандирование — включает два процесса, от которых пошло название: компрессия (сжатие) и экспандирование (расширение). На передающей стороне происходит сжатие сигнала в одном или нескольких измерениях, на приёмной — восстановление. Например, «выкусывание» пауз в речи на передающей стороне и восстановление на приёмной.

## Линия связи
Цепь связи — проводники или оптоволокно, используемые для передачи одного сигнала. В радиосвязи то же понятие имеет название ствол. Различают кабельную цепь — цепь в кабеле и воздушную цепь — подвешена на опорах.
Линия связи (ЛС) в узком смысле — физическая среда, по которой передаются информационные сигналы аппаратуры передачи данных и промежуточной аппаратуры. В широком смысле — совокупность физических цепей и (или) линейных трактов систем передачи, имеющих общие линейные сооружения, устройства их обслуживания и одну и ту же среду распространения. Линия содержит одну и более цепей связи (стволов). Сигнал, действующий в линии, называется линейным. Различают два основных типа ЛС:
- линии в атмосфере (радиолинии, РЛ);
- направляющие линии передачи (линии связи).

Тракт — совокупность оборудования и среды, формирующих специализированные каналы, имеющие определённые стандартные показатели: полоса частот, скорость передачи и т. п.
В зависимости от контекста синонимом термина линия связи может быть термин канал связи.

## Канал связи
Для обеспечения эффективного использования цепей связи на них с помощью каналообразующего оборудования (КОО) организуются каналы связи. В некоторых случаях линия, цепь связи и канал связи совпадают (одна линия, одна цепь и один канал), в некоторых канал состоит из нескольких линий/цепей (как последовательно, так и параллельно). Каналы могут вкладываться друг в друга (групповой канал). Сигнал, «содержащий» несколько индивидуальных каналов, называется групповым сигналом. Каналы можно разделить на непрерывные (аналоговые) и дискретные (цифровые).
Каналы связи по направлению передачи подразделяются на:
- симплексные — то есть допускающие передачу данных только в одном направлении, пример — радиотрансляция, телевидение;
- полудуплексные — то есть допускающие передачу данных в обоих направлениях поочерёдно, пример — рации;
- дуплексные — то есть допускающие передачу данных в обоих направлениях одновременно, пример — телефон.

## Разделение (уплотнение) каналов
Создание нескольких каналов на одной линии связи обеспечивается с помощью разнесения их по частоте, времени, кодам, адресу, длине волны:
- частотное разделение каналов (ЧРК, FDM) — каждому каналу выделяется определённый диапазон частот.
- временное разделение каналов (ВРК, TDM) — каждому каналу выделяется квант времени (таймслот).
- кодовое разделение каналов (КРК, CDMA) — разделение каналов по форме сигнала, каждому каналу присвоен сигнал определённой формы; для выделения нужного сигнала в каждом приёмнике используется коррелятор, который вычисляет скалярное произведение группового сигнала и опорного сигнала, присвоенного данному приёмнику,
- спектральное разделение каналов (СРК, WDM) — разделение каналов по длине волны.

Возможно комбинировать методы, например ЧРК+ВРК и т. п.

## Оборудование
Телекоммуникационное оборудование:
- Телекоммуникационная стойка
- Телекоммуникационный шкаф

## Сеть связи

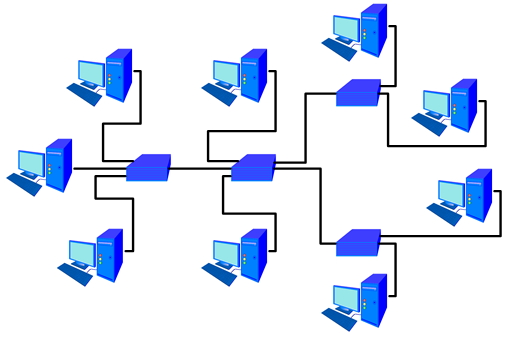
Сеть передачи данных

Сеть (система) электросвязи — совокупность терминальных устройств, линий связи и узлов связи, функционирующих под единым управлением. Например: компьютерная сеть, телефонная сеть.
В общем виде в систему связи входят:
- терминальное оборудование: оконечное оборудование, терминальное устройство (терминал), оконечное устройство, источник и получатель сообщения;
- устройства преобразования сигнала (УПС) с обоих концов линии.

Терминальное оборудование обеспечивает первичную обработку сообщения и сигнала, преобразование сообщений из вида, в котором их предоставляет источник (речь, изображение и т. п.) в сигнал (на стороне источника, отправителя) и обратно (на стороне получателя), усиление и т. п.
Устройства преобразования сигнала могут обеспечивать защиту сигнала от искажений, формирование канала (каналов), согласование группового сигнала (сигнала нескольких каналов) с линией на стороне источника, восстановление группового сигнала из смеси полезного сигнала и помех, разделение его на индивидуальные каналы, обнаружение ошибок и коррекцию на стороне получателя. Для формирования группового сигнала и согласования с линией используется модуляция.
Линия связи может содержать такие устройства преобразования сигнала, как усилители и регенераторы. Усилитель просто усиливает сигнал вместе с помехами и передаёт дальше, используется в аналоговых системах передачи (АСП). Регенератор («переприёмник») — производит восстановление сигнала без помех и повторное формирование линейного сигнала, используется в цифровых системах передачи (ЦСП). Усилительные/регенерационные пункты бывают обслуживаемыми и необслуживаемыми (ОУП, НУП, ОРП и НРП соответственно).
В ЦСП терминальное оборудование называется ООД (оконечное оборудование данных, DTE), УПС — АКД (аппаратура окончания канала данных или оконечное оборудование линии связи, DCE). Например, в компьютерных сетях роль ООД выполняет компьютер, а АКД — модем.

## Стандартизация
Стандарты в мире связи исключительно важны, так как оборудование связи должно уметь взаимодействовать друг с другом. Существует несколько международных организаций, публикующих стандарты связи. Среди них:
- Международный союз электросвязи (англ. International Telecommunication Union, ITU) — одно из агентств ООН.
- Институт инженеров электротехники и электроники (англ. Institute of Electrical and Electronics Engineers, IEEE).
- Специальная комиссия интернет-разработок (англ. Internet Engineering Task Force, IETF).

Кроме того, нередко стандарты (как правило, де-факто) определяются лидерами индустрии телекоммуникационного оборудования.